# Felsőnyárád
Felsőnyárád is een plaats (község) en gemeente in het Hongaarse comitaat Borsod-Abaúj-Zemplén. Felsőnyárád telt 1060 inwoners (2001).